# Allsang på Grensen
Allsang på Grensen (tradução literal: Todos cantando na Fronteira) era um programa de concertos de verão norueguês, transmitido às quintas-feiras na TV2 de Halden. O programa estreou em 2007, inspirado no programa sueco Allsång på Skansen. O programa era gravado às quartas-feiras na Fortaleza de Fredriksten. A apresentadora do programa era Katrine Moholt desde o início, que entre 2007 e 2009 apresentou o programa junto com Tommy Steine. Para o público, há 10.000 assentos.

Em Janeiro de 2022, a TV2 anunciou que a 16ª temporada seria sua última.